# 미디엄 쿨
미디엄 쿨(Medium Cool)은 미국에서 제작된 하스켈 웩슬러 감독의 1969년 드라마 영화이다. 크리스틴 버그스트롬 등이 주연으로 출연하였고 하스켈 웩슬러 등이 제작에 참여하였다.

## 출연

### 주연
- 크리스틴 버그스트롬
- 해롤드 브랭큰쉽

### 조연
- 버나 블룸
- 피터 보너즈
- 피터 보일
- 로버트 포스터
- 찰스 제리
- 마리아나 힐

## 제작진
- 라인프로듀서: 조나단 하즈
- 협력프로듀서: 마이클 필립 버틀러
- 협력프로듀서: 스티븐 노스
- 미술: 리온 에릭슨